# Lista över fornlämningar i Enköpings kommun (Giresta)
Lista över fornlämningar i Enköpings kommun (Giresta) är en förteckning av ett urval av de fornlämningar som finns i Giresta i Enköpings kommun.
| Namn         | Lämningstyp                      | Tillkomsttid | Historisk indelning | Plats | Läge                 | ID-nr          | Bild                                      |
| ------------ | -------------------------------- | ------------ | ------------------- | ----- | -------------------- | -------------- | ----------------------------------------- |
| Giresta 1:1  | Stensättning                     |              | Giresta, Uppland    |       | 59.724426, 17.391523 | 10022900010001 | Ladda upp en bild av detta fornminne      |
| Giresta 2:1  | Stensättning                     |              | Giresta, Uppland    |       | 59.721229, 17.382952 | 10022900020001 | Ladda upp en bild av detta fornminne      |
| Giresta 3:1  | Stensättning                     |              | Giresta, Uppland    |       | 59.721590, 17.376788 | 10022900030001 | Ladda upp en bild av detta fornminne      |
| Giresta 4:1  | Röse                             |              | Giresta, Uppland    |       | 59.716031, 17.374804 | 10022900040001 | Ladda upp en bild av detta fornminne      |
| Giresta 5:1  | Stensättning                     |              | Giresta, Uppland    |       | 59.713618, 17.367993 | 10022900050001 | Ladda upp en bild av detta fornminne      |
| Giresta 5:2  | Stensättning                     |              | Giresta, Uppland    |       | 59.713726, 17.367966 | 10022900050002 | Ladda upp en bild av detta fornminne      |
| Giresta 5:3  | Stensättning                     |              | Giresta, Uppland    |       | 59.713772, 17.367835 | 10022900050003 | Ladda upp en bild av detta fornminne      |
| Giresta 6:1  | Gravfält                         |              | Giresta, Uppland    |       | 59.714099, 17.368333 | 10022900060001 | Ladda upp en bild av detta fornminne      |
| Giresta 8:1  | Hällristning                     |              | Giresta, Uppland    |       | 59.711972, 17.384621 | 10022900080001 | Ladda upp en bild av detta fornminne      |
| Giresta 8:2  | Hällristning                     |              | Giresta, Uppland    |       | 59.711913, 17.384766 | 10022900080002 | Ladda upp en bild av detta fornminne      |
| Giresta 9:1  | Gravfält                         |              | Giresta, Uppland    |       | 59.711711, 17.384988 | 10022900090001 | Ladda upp en bild av detta fornminne      |
| Giresta 11:1 | Gravfält                         |              | Giresta, Uppland    |       | 59.706654, 17.377397 | 10022900110001 | Ladda upp en bild av detta fornminne      |
| Giresta 12:1 | Hällristning                     |              | Giresta, Uppland    |       | 59.705850, 17.380046 | 10022900120001 | Ladda upp en bild av detta fornminne      |
| Giresta 12:2 | Hällristning                     |              | Giresta, Uppland    |       | 59.705760, 17.380060 | 10022900120002 | Ladda upp en bild av detta fornminne      |
| Giresta 13:1 | Hällristning                     |              | Giresta, Uppland    |       | 59.708263, 17.382806 | 10022900130001 | Ladda upp en bild av detta fornminne      |
| Giresta 14:1 | Gravfält                         |              | Giresta, Uppland    |       | 59.709674, 17.379848 | 10022900140001 | Ladda upp en bild av detta fornminne      |
| Giresta 15:1 | Gravfält                         |              | Giresta, Uppland    |       | 59.712220, 17.381176 | 10022900150001 | Ladda upp en bild av detta fornminne      |
| Giresta 17:1 | Gravfält                         |              | Giresta, Uppland    |       | 59.705814, 17.372426 | 10022900170001 | Ladda upp en bild av detta fornminne      |
| Giresta 19:1 | Hällristning                     |              | Giresta, Uppland    |       | 59.708316, 17.376576 | 10022900190001 | Ladda upp en bild av detta fornminne      |
| Giresta 19:2 | Hällristning                     |              | Giresta, Uppland    |       | 59.708451, 17.376389 | 10022900190002 | Ladda upp en bild av detta fornminne      |
| Giresta 19:3 | Hällristning                     |              | Giresta, Uppland    |       | 59.708360, 17.376484 | 10022900190003 | Ladda upp en bild av detta fornminne      |
| Giresta 20:1 | Gravfält                         |              | Giresta, Uppland    |       | 59.705726, 17.355908 | 10022900200001 | Ladda upp en bild av detta fornminne      |
| Giresta 21:1 | Stensättning                     |              | Giresta, Uppland    |       | 59.710165, 17.352192 | 10022900210001 | Ladda upp en bild av detta fornminne      |
| Giresta 22:1 | Stensättning                     |              | Giresta, Uppland    |       | 59.711841, 17.354462 | 10022900220001 | Ladda upp en bild av detta fornminne      |
| Giresta 22:2 | Hällristning                     |              | Giresta, Uppland    |       | 59.711837, 17.354691 | 10022900220002 | Ladda upp en bild av detta fornminne      |
| Giresta 23:1 | Hög                              |              | Giresta, Uppland    |       | 59.723954, 17.343977 | 10022900230001 | Ladda upp en bild av detta fornminne      |
| Giresta 23:2 | Hög                              |              | Giresta, Uppland    |       | 59.723958, 17.344522 | 10022900230002 | Ladda upp en bild av detta fornminne      |
| Giresta 24:1 | Hög                              |              | Giresta, Uppland    |       | 59.723483, 17.351244 | 10022900240001 | Ladda upp en bild av detta fornminne      |
| Giresta 24:2 | Röse                             |              | Giresta, Uppland    |       | 59.723400, 17.351508 | 10022900240002 | Ladda upp en bild av detta fornminne      |
| Giresta 25:1 | Runristning                      |              | Giresta, Uppland    |       | 59.723702, 17.345778 | 10022900250001 | Ladda upp en bild av detta fornminne      |
| Giresta 26:1 | Stensättning                     |              | Giresta, Uppland    |       | 59.715661, 17.364620 | 10022900260001 | Ladda upp en bild av detta fornminne      |
| Giresta 27:1 | Stensättning                     |              | Giresta, Uppland    |       | 59.716292, 17.364524 | 10022900270001 | Ladda upp en bild av detta fornminne      |
| Giresta 27:2 | Stensättning                     |              | Giresta, Uppland    |       | 59.716145, 17.364587 | 10022900270002 | Ladda upp en bild av detta fornminne      |
| Giresta 27:3 | Stensättning                     |              | Giresta, Uppland    |       | 59.716406, 17.364473 | 10022900270003 | Ladda upp en bild av detta fornminne      |
| Giresta 27:4 | Stensättning                     |              | Giresta, Uppland    |       | 59.716369, 17.364256 | 10022900270004 | Ladda upp en bild av detta fornminne      |
| Giresta 28:1 | Stensättning                     |              | Giresta, Uppland    |       | 59.717652, 17.362270 | 10022900280001 | Ladda upp en bild av detta fornminne      |
| Giresta 29:1 | Gravfält                         |              | Giresta, Uppland    |       | 59.722399, 17.318214 | 10022900290001 | Ladda upp en bild av detta fornminne      |
| Giresta 30:1 | Gravfält                         |              | Giresta, Uppland    |       | 59.721058, 17.342499 | 10022900300001 | Ladda upp en bild av detta fornminne      |
| Giresta 31:1 | Fornborg                         |              | Giresta, Uppland    |       | 59.716585, 17.345598 | 10022900310001 | Ladda upp en bild av detta fornminne      |
| Giresta 34:1 | Gravfält                         |              | Giresta, Uppland    |       | 59.704489, 17.297945 | 10022900340001 | Ladda upp en bild av detta fornminne      |
| Giresta 35:1 | Stensättning                     |              | Giresta, Uppland    |       | 59.704731, 17.296927 | 10022900350001 | Ladda upp en bild av detta fornminne      |
| Giresta 36:1 | Gravfält                         |              | Giresta, Uppland    |       | 59.705414, 17.301618 | 10022900360001 | Ladda upp en bild av detta fornminne      |
| Giresta 37:1 | Runristning                      |              | Giresta, Uppland    |       | 59.705750, 17.302367 | 10022900370001 | Ladda upp en till bild av detta fornminne |
| Giresta 38:1 | Hällristning                     |              | Giresta, Uppland    |       | 59.701096, 17.309271 | 10022900380001 | Ladda upp en bild av detta fornminne      |
| Giresta 39:1 | Hällristning                     |              | Giresta, Uppland    |       | 59.701035, 17.308732 | 10022900390001 | Ladda upp en bild av detta fornminne      |
| Giresta 42:1 | Gravfält                         |              | Giresta, Uppland    |       | 59.704439, 17.301622 | 10022900420001 | Ladda upp en bild av detta fornminne      |
| Giresta 46:1 | Hällristning                     |              | Giresta, Uppland    |       | 59.714474, 17.364920 | 10022900460001 | Ladda upp en bild av detta fornminne      |
| Giresta 47:1 | Hällristning                     |              | Giresta, Uppland    |       | 59.714756, 17.380515 | 10022900470001 | Ladda upp en bild av detta fornminne      |
| Giresta 48:1 | Hällristning                     |              | Giresta, Uppland    |       | 59.705503, 17.385320 | 10022900480001 | Ladda upp en bild av detta fornminne      |
| Giresta 48:2 | Hällristning                     |              | Giresta, Uppland    |       | 59.705570, 17.385333 | 10022900480002 | Ladda upp en bild av detta fornminne      |
| Giresta 50:1 | Hällristning                     |              | Giresta, Uppland    |       | 59.705656, 17.356444 | 10022900500001 | Ladda upp en bild av detta fornminne      |
| Giresta 51:1 | Hällristning                     |              | Giresta, Uppland    |       | 59.706684, 17.356277 | 10022900510001 | Ladda upp en bild av detta fornminne      |
| Giresta 52:1 | Hällristning                     |              | Giresta, Uppland    |       | 59.706114, 17.354294 | 10022900520001 | Ladda upp en bild av detta fornminne      |
| Giresta 53:1 | Hällristning                     |              | Giresta, Uppland    |       | 59.704312, 17.366579 | 10022900530001 | Ladda upp en bild av detta fornminne      |
| Giresta 54:1 | Hällristning                     |              | Giresta, Uppland    |       | 59.705898, 17.372558 | 10022900540001 | Ladda upp en bild av detta fornminne      |
| Giresta 55:1 | Hällristning                     |              | Giresta, Uppland    |       | 59.702596, 17.375100 | 10022900550001 | Ladda upp en bild av detta fornminne      |
| Giresta 58:1 | Hällristning                     |              | Giresta, Uppland    |       | 59.705121, 17.313187 | 10022900580001 | Ladda upp en bild av detta fornminne      |
| Giresta 64:1 | Gravfält                         |              | Giresta, Uppland    |       | 59.710235, 17.350765 | 10022900640001 | Ladda upp en bild av detta fornminne      |
| Giresta 66:1 | Gravfält                         |              | Giresta, Uppland    |       | 59.707310, 17.354857 | 10022900660001 | Ladda upp en bild av detta fornminne      |
| Giresta 69:1 | Husgrund, förhistorisk/medeltida |              | Giresta, Uppland    |       | 59.720511, 17.345299 | 10022900690001 | Ladda upp en bild av detta fornminne      |
| Giresta 73:1 | Hög                              |              | Giresta, Uppland    |       | 59.705803, 17.296084 | 10022900730001 | Ladda upp en bild av detta fornminne      |